# Karl-Heinz Spickenagel
Karl-Heinz Spickenagel (Berlino, 17 gennaio 1932 – Francoforte sull'Oder, 19 marzo 2012) è stato un calciatore tedesco orientale dal 1990 tedesco, di ruolo portiere.